# Oswald Schmiedeberg
Oswald Schmiedeberg (Talsi, 11 de octubre de 1838 – Baden-Baden, 12 de julio de 1921) fue un médico farmacólogo alemán del Báltico, una de las figuras más importantes de la farmacología del siglo XIX. Su región natal, con una importante población germana, pertenecía entonces a Rusia.

## Biografía

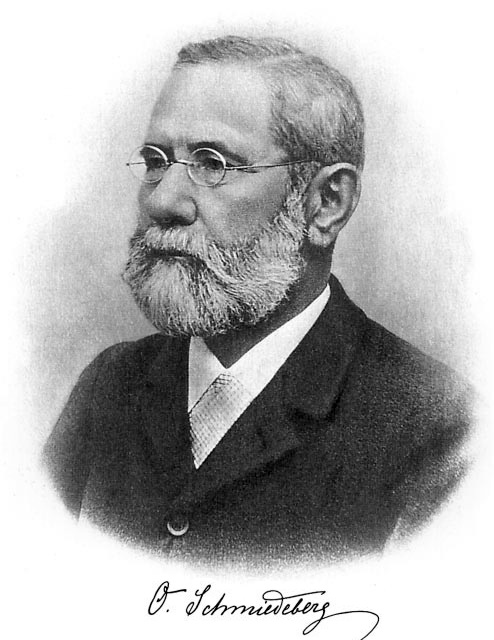
Oswald Schmiedeberg (1908)

Oswald Schmiedeberg era hijo de un guarda forestal y pasó su infancia en Tartu, actualmente en Estonia y entonces más conocida por su nombre alemán Dorpart. Estudió medicina en la Universidad de Tartu, en donde uno de sus profesores y referencia fue Rudolf Buchheim, que había fundado allí el primer institudo de farmacología experimental de Europa y con el que posteriormente trabajaría mano a mano. Schmiedeberg se doctoró en 1866 y posteriormente él mismo estuvo trabajando en esta universidad. Otros de sus profesores habían sido Carl Schmidt (1822–1894), el fisiólogo y anatómico Friedrich Heinrich Bidder (1810–1894) y Karl Wilhelm von Kupffer (1829–1902),  del cual recibe su nombre la Kupffer-Sternzelle del hígado.
En el año 1866 se mudó de Berlín a Tartu el internista Bernhard Naunyn (1839–1925), que terminaría convirtiéndose en un gran amigo de Oswald.
Posteriormente también estudió fisiología experimental en Leipzig bajo Carl Friedrich Wilhelm Ludwig (1816–1895). Allí se encontró también con el farmacólogo Rudolf Boehm (1844–1926) y el bioquímico Friedrich Miescher (1844–1895), con los que entabló una fecunda y larga amistad. 
En el año de 1872, tras la guerra franco-prusiana, aceptó un puesto de profesor de farmacología en la Universidad de Estrasburgo, donde terminaría creando un instituto farmacológico que se convirtió en una referencia mundial y atraía a investigadores de todo el mundo. Por sus aulas pasaron más de 150 farmacólogos, decenas de los cuales ocuparían después las cátedras de muchas universidades europeas, como fue el caso del español Teófilo Hernando o el franco-alemán Albert Schweitzer (1875–1965). 
A esta institución de Estrasburgo que propulsó Schmiedeberg fueron atraídos médicos de la talla de Heinrich Wilhelm Waldeyer (1836–1921), Friedrich Goltz (1834–1902), Felix Hoppe-Seyler (1825–1895), uno de los fundadores de la Bioquímica y editor de la Zeitschrift für physiologische Chemie (Revista para la química fisiológica), o el patólogo Friedrich Daniel von Recklinghausen (1833–1910). En 1888  se desplazó hasta allí desde Königsberg Bernhard Naunyn, con el que trabajó hasta 1904.
Schmiedeberg permaneció activo en Estrasburgo durante 46 largos años, hasta el final de la Primera Guerra Mundial. En 1918 era el único de todos los investigadores llamados por la universidad que permanecía trabajando en la ciudad. En ese momento, con 80 años, debió abandonar la ciudad, como todos los alemanes que habían llegado a Alsacia tras el año 1870, y todo su patrimonio fue confiscado por el gobierno francés. Tras esto fue acogido en Baden-Baden, hasta el final de su vida, por su amigo Bernhard Naunyn, que entonces vivía ahí.

## Investigaciones
En el año 1908, con motivo de su 70 cumpleaños, se editaron todas sus publicaciones realizadas hasta el año 1907.